# Ulvkälla
Ulvkälla è un'area urbana della Svezia situata nel comune di Härjedalen, contea di Jämtland.
La popolazione rilevata nel censimento 2010 era di 456 abitanti .